# مصرف الساحل والصحراء
مصرف الساحل والصحراء للاستثمار والتجارة المحدودة هو مؤسسة مالية إقليمية تابعة لتجمع دول الساحل.

## التأسيس
تم تأسيس المصرف في السودان 16 يناير عام 2005 ليقوم بالمساهمة في تجمع دول الساحل والصحراء ومن هذه الدول
1. ليبيا
2. السودان
3. السنغال
4. كينيا

## مجلس الإدارة
رئيس مجلس الإدارة /بروفيسور بدر الدين عبد الرحيم إبراهيم، نائب المحافظ /عبد الله احمد الفكي ومن أعضاء المجلس عثمان البدري عبد الله 

## الفروع
الخرطوم شارع الجمهورية -سوق ليبيا امدرمان- وسوق السجانة.

## وصلات خارجية
- الموقع الرسمي (بالعربية)
- بنك السودان (بالعربية)